# Katerina Peristeri
Katerina Peristeri (en griego: Κατερίνα Περιστέρη, nacida en 1955 en Kavala) es una arqueóloga griega. 
Estudió en la universidad Aristóteles de Tesalónica y en la Sorbona de París. 
Las primeras excavaciones donde participó fueron en Tasos. Luego participó como colaboradora de Dimitrios Lazaridis en las excavaciones de Anfípolis entre 1979 y 1980. 
A partir de 1980 participó en excavaciones de Mesembria- Zona, Abdera, Maronea, Ntikili-Tas, Kali Vrisi, Arcadiko y Potamoí.
En Drama fue la responsable de la organización de los fondos del museo de la ciudad, que fue abierto al público en el año 2000.
Volvió a excavar en Tasos, esta vez ya como arqueóloga responsable, en colaboración con la escuela  arqueológica francesa. 
Desde 2004 es la responsable del eforado de antigüedades prehistóricas y clásicas de Serres. Dentro de su labor en este eforado, realizó excavaciones en Neo Eskopos, lugar que ha sido identificado como donde se asentaba la antigua ciudad de Berga. También excavó en Sidirókastro y en la antigua Argilo, además de regresar a Anfípolis.
Desde el año 2012 hasta diciembre del 2014 dirigió las excavaciones en la denominada Colina Kasta de Anfípolis. El complejo consta de un túmulo que se encuentra rodeado por una muralla de piedra de tres metros de alto y una circunferencia de unos 500 metros. En estos trabajos arqueológicos se ha hallado una sepultura que se ha fechado a fines del siglo IV a. C., precedida de una entrada custodiada por dos esfinges y una segunda cámara a la que se accede por una entrada decorada con dos cariátides y donde se halló un mosaico que representa el rapto de Perséfone. Por otra parte, el equipo sostiene que el león de Anfípolis, una escultura monumental hallada a principios del siglo XX, coronaba la parte superior del túmulo.
En septiembre de 2015 el equipo de arqueólogos responsable de la excavación anunció que, según el resultado de sus estudios, el monumento funerario habría sido erigido por orden de Alejandro Magno como homenaje a Hefestión y habría sido construido por Dinócrates.